# Elvasia canescens
Elvasia canescens är en tvåhjärtbladig växtart som först beskrevs av Van Tiegh., och fick sitt nu gällande namn av E.F. Gilg. Elvasia canescens ingår i släktet Elvasia och familjen Ochnaceae. Inga underarter finns listade i Catalogue of Life.